# Abbaye San Severo de Cotignola
L'Abbaye San Severo de Cotignola est une ancienne abbaye cistercienne, située en Italie, dans la province de Ravenne (Émilie-Romagne).

## Localisation et toponymie
L'abbaye est située dans la commune de Ravenne, au sud de la ville proprement dite et de l'autre côté des Fiumi Uniti ; plus précisément, elle est localisée dans la frazione de Classe, entre la Via Romea Sud et la Ligne de Ravenne à Rimini (it).

## Histoire

### Fondation
L'abbaye est tout d'abord une fondation bénédictine, mais on n'est pas sûr de l'année de transition entre cette première communauté et les cisterciens. La date généralement retenue est 1257 ; la filiation est également douteuse, mais la plus probable selon toute vraisemblance est l'affiliation à Castagnola. La règle initiale des abbayes cisterciennes, suivie surtout en France, était que les abbayes soient consacrées à Marie, soit sous le vocable « Notre-Dame », soit sous celui de « Sainte-Marie », soit (plus rarement) sous d'autres vocables. En Italie, et particulièrement dans le cas d'une abbaye préexistante à l'arrivée des cisterciens, cette règle est moins rigide. Ici, compte tenu de la notoriété de saint Sévère, ancien évêque de Ravenne, c'est ce vocable initial qui a perduré.

### Le déclin
Au bout d'environ deux siècles de présence cistercienne, l'abbaye est placée sous le régime de la commende, ce qui entraîne comme dans toutes les abbayes un déclin marqué. Sous le pontificat de Calixte III, l'abbaye est unie à la basilique Saint-Apollinaire in Classe.
Au XIXe siècle, les restes de l'édifice sont détruits ; ne subsiste qu'une mosaïque du dallage, datant probablement du VIe siècle.